# Sekund
För andra betydelser, se Sekund (olika betydelser).

Ljus som blinkar ungefär en gång per sekund.

Sekund, med beteckningen s, emellanåt förkortat sek, är SI-enheten för tid. Den är en av sju internationellt erkända grundenheter. Sekunder kan mätas med hjälp av en klocka. Sekunden är det minsta vardagliga måttet för tid, där minuter, timmar, dygn, veckor, månader och år är andra enheter i dagligt bruk. En föråldrad uppdelning av en sekund är 60 tertier.

## Definition
Tidiga definitioner av sekunden baserades på hur solen verkade röra sig runt jorden. Soltiden delades in i 24 timmar, där var och en bestod av 60 minuter av 60 sekunder vardera. Sekunden definierades då som 1/86 400 av den genomsnittliga soldagen. Under 1800- och 1900-talen visade dock astronomiska observationer att den här genomsnittliga tiden blir något för lång, och att solen/jorden inte längre kunde anses vara en passande utgångspunkt för definitionen. Med tillkomsten av atomur började man istället definiera sekunden på naturens fundamentala grunder. Sedan 1967 har sekunden definierats som varaktigheten av 9 192 631 770 perioder av den strålning som motsvarar övergången mellan de två hyperfinnivåerna i grundtillståndet hos atomen isotopen cesium-133, enligt det 13:e CGPM-mötet 1967.
Ett kalenderår som inte är skottår och inte innehåller skottsekunder är 31 536 000 sekunder långt. Skottår är 31 622 400 sekunder.

## Etymologi
Sekund kommer av latinets secundus, i den ursprungliga betydelse (pars) secunda minuta, det vill säga den andra förminskningsgraden – eller 1/60 av en minut. Begreppet finns i svenskan först dokumenterat 1588 och avsåg då en sextiondel av en geografisk minut. Som tidsenhet finns begreppet dokumenterat från 1643 i en handskrift av Isaacus Erici.

## Historiska definitioner

### Sekunden före de mekaniska uren
Egyptierna indelade dag och natt i tolvtimmarsperioder 2000 f.Kr. Därför varierade den egyptiska timmens längd beroende på årstiden.
De grekiska astronomerna Hipparchus (cirka 150 f.Kr.) och Ptolemaios (cirka 150 e.Kr.) delade in dagen sexagesimalt och använde sig av en genomsnittlig timme (1⁄24 dygn), enkla bråkdelar av timmen (1⁄4, 2⁄3, osv.) och tidsgrader (1⁄360 dygn eller fyra moderna minuter), däremot inte vad vid nu menar med minuter och sekunder.
Babylonierna (från 300 e.Kr.) indelade också dagen sexagesimalt, i 1⁄60 och  1⁄60 av 1⁄60, osv, i åtminstone sex steg, med en precision av närmare 2 mikrosekunder. Den precisionen användes i deras definition av året, fastän de i praktiken inte kunde mäta en sådan kort tidsrymd. Ett annat exempel är att de angav den synodiska månaden till 29;31,50,8,20 dygn (fyra sexagesimaler), vilket än idag är den synodiska månaden i den judiska kalendern, även om den har räknats om till 29 dagar 12 timmar och 793 halakim (1 halakim = 1/1080 timme), vilket motsvarar 29 dagar, 12 timmar, 44 minuter och 3 1/3 sekunder.
Babylonierna använde inte timmen som mått, utan en dubbel timme på 120 moderna minuter och en tidsgrad som motsvarade fyra moderna minuter. Deras minsta enhet kallades ett ”korngryn” och motsvarade 31⁄3 moderna sekunder.
På 1000-talet gjorde den persiske vetenskapsmannen Abu Rayhan Mohammad Ebn-e Ahmad Biruni ett system som utgick från nymånen och som omfattade dagar, timmar, minuter, sekunder och uppdelningen av sekunden i två ytterligare steg, med utgångspunkt från middagstid på söndagarna.
Den medeltida vetenskapsmannen Roger Bacon presenterade 1267 en tideräkning som utgick från fullmånen, med timmar, minuter, sekunder och bråkdelar av sekunder I två steg (horae, minuta, secunda, tertia och quarta). Han utgick från när solen stod i sitt middagsläge på särskilda kalenderdatum.
Den tredje bråkdelen av en timme, 1⁄60 av sekunden finns alltjämt kvar i några språk, till exempel i polska tercja och turkiska salise. I övrigt har det sexagesimala talsystemet för bråkdelar av sekunden helt ersatts med det decimala.

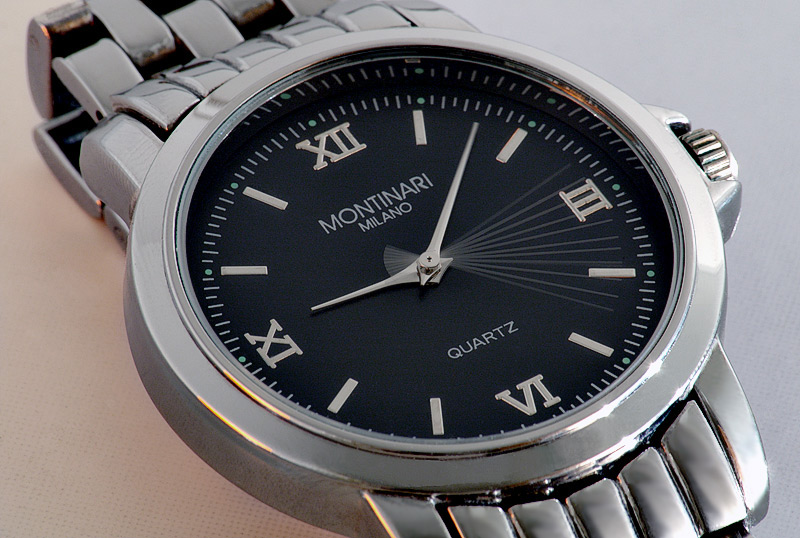
Sekundvisarens rörelse hos en armbandsklocka.

### Sekunden mätt med mekaniska ur
De första klockorna som visade sekunder tillverkades under andra delen av 1500-talet. Den allra första klockan med sekundvisare och ingår i den s.k. Fremersdorf-samlingen och dateras 1560-1570.
På 1570-talet byggde Taqi al-Din en klocka som mätte 1/5-dels minuter (12 sekunder).
1579 byggde Jost Bürgi som var hovurmakare en klocka till Wilhelm IV som visade sekunder. 1581 omkonstruerade Tycho Brahe klockor vid sitt observatorium till att även visa sekunder. Emellertid var noggrannheten inte särskilt stor. 1587 konstaterade han att hans fyra klockor vid observatoriet misstämde med plus minus fyra minuter.
Det var först med pendeluret som mätningen av sekunder blev någorlunda noggrann. 1644 beräknade Marin Mersenne att ett pendelur med längden 39,1 tum (0,994 m) skulle ha en period hos pendeln, vid vanlig tyngdkraft, på exakt två sekunder. Med en sekund per pendelrörelse skulle ett sådant ur ticka den exakta sekunden.
Det första pendeluret anses vara det som konstruerades 1656 av Christiaan Huygens.
1670 kompletterade William Clement detta ur med en pendel som hade denna funktion.
Mellan 1670 och 1680 gjorde Clement många förbättringar av sin konstruktion och introducerade golvuret. Golvuret utrustades med en andra pendel som visade sekunderna i en extra, liten urtavla. Denna typ av konstruktion krävde mindre kraft, gav mindre slitage och var tillräckligt noggrann för att mäta sekunderna med noggrannhet. Inom några år följde övriga klockmakare efter. Med golvuret kom sekunden att bli tillförlitligt mätt.

### Sekunden i modernare tid
Sekunden som enhet för tid började användas ungefär etthundra år innan det var möjligt att mäta den. Om man räknar med vetenskapsmän som använde latin “secundus” fanns begreppet redan trehundra år tidigare, på 1200-talet.
1832 föreslog Gauss att sekunden som basenhet i sitt måttsystem med millimeter-milligram-sekund.
British Association for the Advancement of Science (BAAS) påstod 1862 att "All men of science are agreed to use the second of mean solar time as the unit of time" (“Alla vetenskapsmän är överens om att använda sekunden som tidsenhet”, i kort översättning).
BAAS föreslog Cgs-systemet, eller Gauss system, 1874. Detta system ersattes sedan gradvis under de närmaste 70 åren av MKSA-systemet.

### Före 1956: Medelsolsekunden
1 sekund = 1 medelsoldygn / 86400
Ett medelsoldygn  = sann soltid korrigerad för jordens elliptiska bana runt solen och lutningsaxel relativt sin bana. Sammanlagt görs korrektioner på upp till 16 minuter. 
Sekunden bestäms med en noggrannhet inom 3 ms på en dag.
Både CGS- och MKS-systemet (som senare blev MKSA) använde samma sorts sekund som basenhet för tid. 

### Mellan 1956 och 1967:Efemeridsekunden
1 sekund = 1 tropiskt år / 31 556 925,974 7
Ett tropiskt år = 365,242 2 medelsoldygn och beräknades utifrån observationer utförda 1900.
Sekunden bestäms med en noggrannhet inom 50 ms på 9 år.

## Nutida definition: Atomsekunden
Efter införandet av Internationella måttenhetssystemet (SI) har sekunden sedan 1967 fått en definition som atomsekund. Definitionen redogörs för i inledningstexten.

## Andra definitioner som är i användning
I vissa tidsskalor kan sekunden användas som en tidsenhet, där den exakta längden avviker från SI-definitionen. Exempel på sådana tidsskalor är Koordinerad universell tid och UT (universell tid eller världstid).

## Prefix
SI-prefix används ofta tillsammans med ordet sekund för att visa på delar av en sekund; såsom millisekund (en tusendel av en sekund), mikrosekund (en miljondel av en sekund) och nanosekund (en miljarddel av en sekund), samt exempelvis attosekund (skrivs as) (en miljarddel av en miljarddels sekund, det vill säga 1x10-18 sekund).
Även om SI-prefix också kan användas för att skapa större mått än en sekund, som kilosekund (tusen sekunder) används sådana mått sällan.
De vanligare större måtten – som inte ingår i SI – skapas inte med tiopotenser. Istället skapas minuten genom att multiplicera en sekund med sextio, som genom att multipliceras med 60 blir en timme. 24 timmar utgör ett dygn.